# Казахстанско-норвежские отношения
Казахстанско-норвежские отношения — двусторонние дипломатические отношения между Республикой Казахстан и Королевством Норвегия. Дипломатические отношения были установлены 5 июня 1992 года. 21 июня 2004 года была учреждена дипломатическая миссия Республики Казахстан в Осло, в марте 2012 года дипмиссия была преобразована в посольство Республики Казахстан в Королевстве Норвегия.

## История
5 июня 1992 года были установлены дипломатические отношения между Казахстаном и Норвегией.
2-4 апреля 2001 года президент Казахстана Нурсултан Назарбаев совершил официальный визит в Норвегию, в ходе которого он провёл встречи с королём Норвегии Харальдом V, премьер-министром Норвегии Йенсем Столтенбергом, вице-президентом стортинга Хансом Росьордом, руководством компании Statoil. Также Назарбаев выступил в Норвежском институте международных отношений.
В 2001—2004 годах был подписан ряд двусторонних документов между странами на межгосударственном уровне: Конвенция между Республикой Казахстан и Королевством Норвегия об избежании двойного налогообложения и предотвращении уклонения от уплаты налогов на доход и капитал, Совместная декларация о дальнейшем развитии дружественных связей и сотрудничества между Республикой Казахстан и Королевством Норвегия, Совместное заявление о диалоге и сотрудничестве в нефтегазовой области между Республикой Казахстан и Королевством Норвегия.
25-26 мая 2004 года премьер-министр Норвегии Хьелль Магне Бунневик посетил Казахстан. Во время визита Бунневиком и Назарбаевым была подписана Совместная декларация о дальнейшем развитии дружественных связей и сотрудничества между Республикой Казахстан и Королевством Норвегия, открыто почётное консульство Норвегии в Казахстане.
В 2010 году кронпринц Хокон посетил Казахстан.
В октябре 2018 года во время саммита АСЕМ в Брюсселе состоялась беседа президента Казахстана Нурсултана Назарбаева с премьер-министром Норвегии Эрной Сульберг.

## Экономическое сотрудничество
Товарооборот между Казахстаном и Норвегией за 2022 год составил 117,4 млн долларов США, за 2023 год — 124,2 млн долларов США.
По данным Национального банка Казахстана приток прямых иностранных инвестиций из Норвегии в Казахстан в 2005—2023 годах составил 1,6 млрд долларов США.

## Послы Казахстана в Норвегии
Список чрезвычайных и полномочных послов без учёта послов по совместительству и временных поверенных в делах:
1. Аскар Тажиев (25 сентября 2013 — 17 сентября 2014)[4]
2. Кайрат Абусеитов (17 сентября 2014 — 22 октября 2018)[5]
3. Еркин Ахинжанов (9 апреля 2019 — 11 января 2023)[6]
4. Адиль Турсунов (11 января 2023 — н. в.)[7]